# Otites snowi
Otites snowi är en tvåvingeart som först beskrevs av Cresson 1924.  Otites snowi ingår i släktet Otites och familjen fläckflugor. Inga underarter finns listade i Catalogue of Life.